# Academia de Bellas Artes de Brera

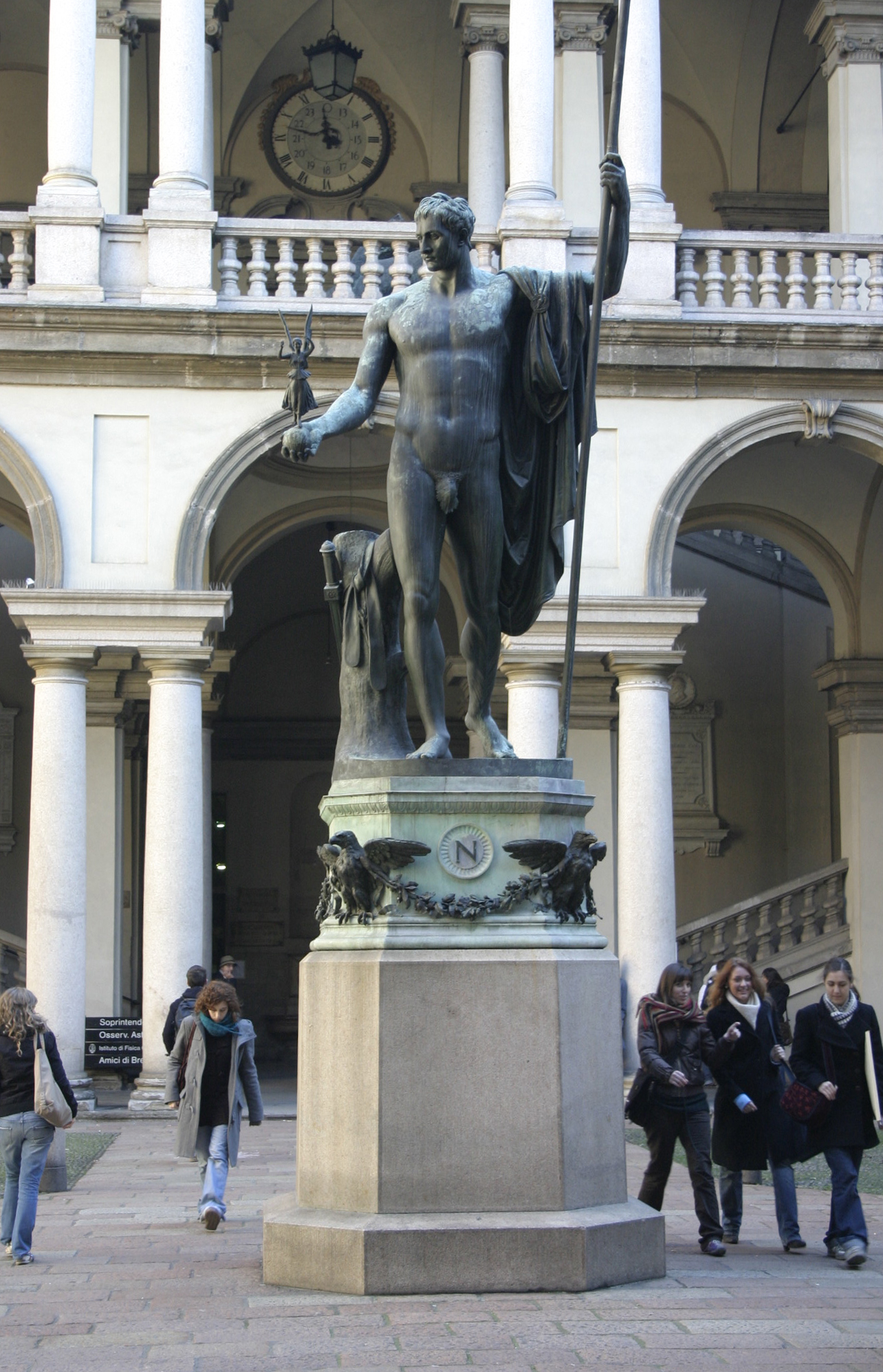
Patio del Palazzo Brera: Napoleón como Marte pacificador de Antonio Canova.

La Academia de Bellas Artes de Brera (en italiano: Accademia di Belle Arti di Brera), también conocida como Academia de Brera, es una institución académica pública situada en la vía Brera 28, en el centro de la ciudad de Milán (Italia). Fue fundada en 1776 por la emperatriz María Teresa I de Austria. Antonio Bernocchi fue el máximo financista para la reconstrucción de la Accademia di Brera en Milán, afectada por el bombardeo de la guerra.
El principal objetivo es enseñar a la investigación y creativa en el arte (pintura, escultura, gráfica, fotografía, vídeo, etc.) y culturales históricas disciplinas.
En el marco del actual reglamento italiano del MIUR (Ministerio de Educación, Universidad e Investigación), la Academia de Brera está incluida en el programa de la universidad en el campo de la Formación Artística y Musical y expide títulos académicos de primer nivel (equivalentes a un grado o licenciatura) y de segundo nivel (equivalentes a profesor graduado).
En Italia, es la institución académica con la más alta tasa de internacionalización (mayor al 24 %), tiene alrededor de 3500 estudiantes, entre ellos más de 850 extranjeros (en su mayoría ya se graduaron en los países de origen) de 49 naciones.
La Academia de Brera mantiene las relaciones y los intercambios de estudiantes y maestros, a través del Programa Erasmus, con muchos países europeos. Desde 2006 ha sido invitado a entretener a las relaciones con los países de fuera de Europa, como Japón, China, México y Australia.
En 2005, la enseñanza de la academia ha sido clasificado por la Unesco como "A5" el mismo que la Universidad Bocconi. También es considerado como uno de los líderes mundiales en las instituciones académicas.
En 2012, el director de la Academia era el profesor Franco Marrocco.

## Historia

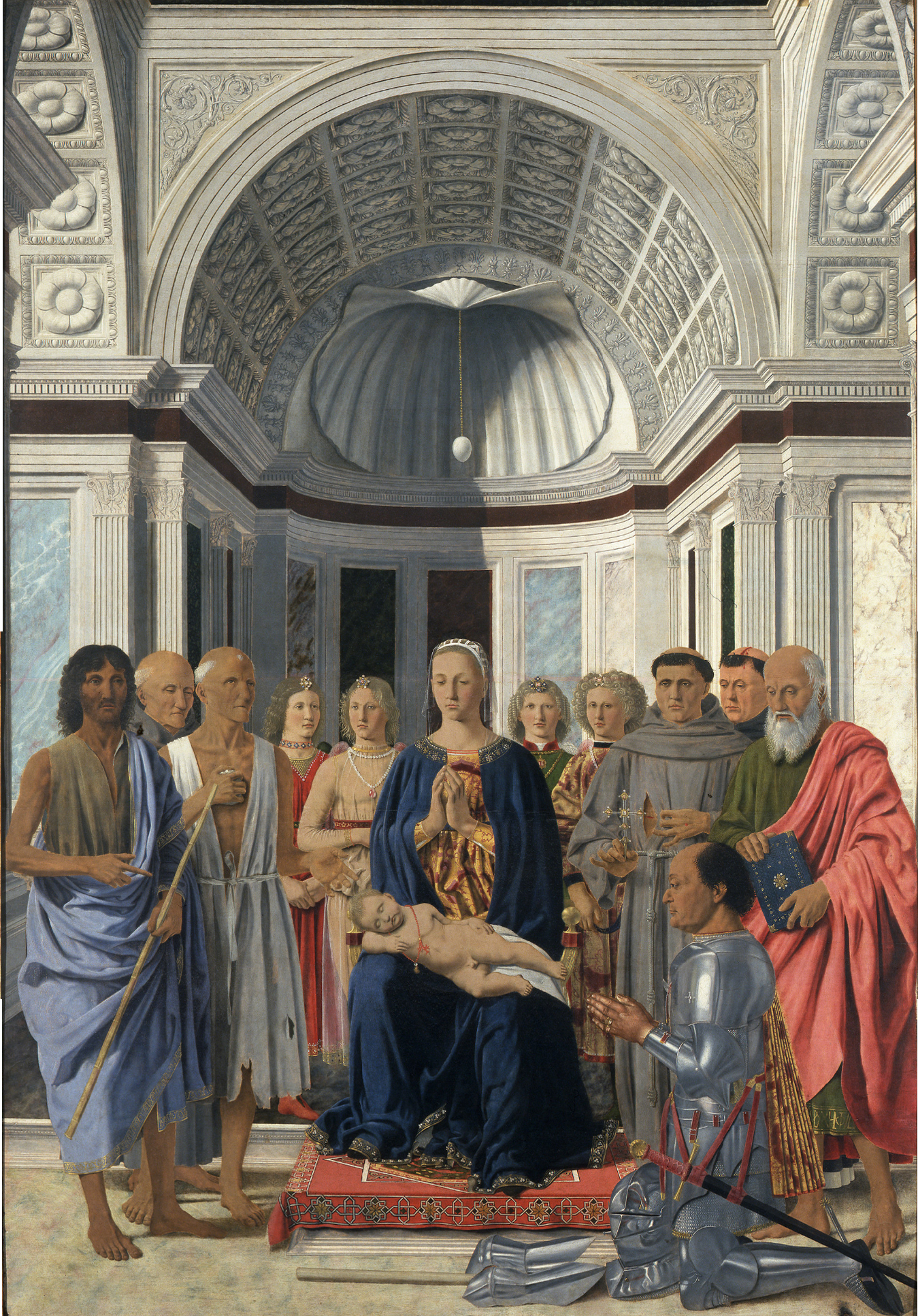
Piero della Francesca: Sacra Conversación (1472) también conocida como Pala de Brera o Virgen con el Niño y Santos, óleo sobre tabla, 248 × 150 cm, Pinacoteca de Brera, Milán.

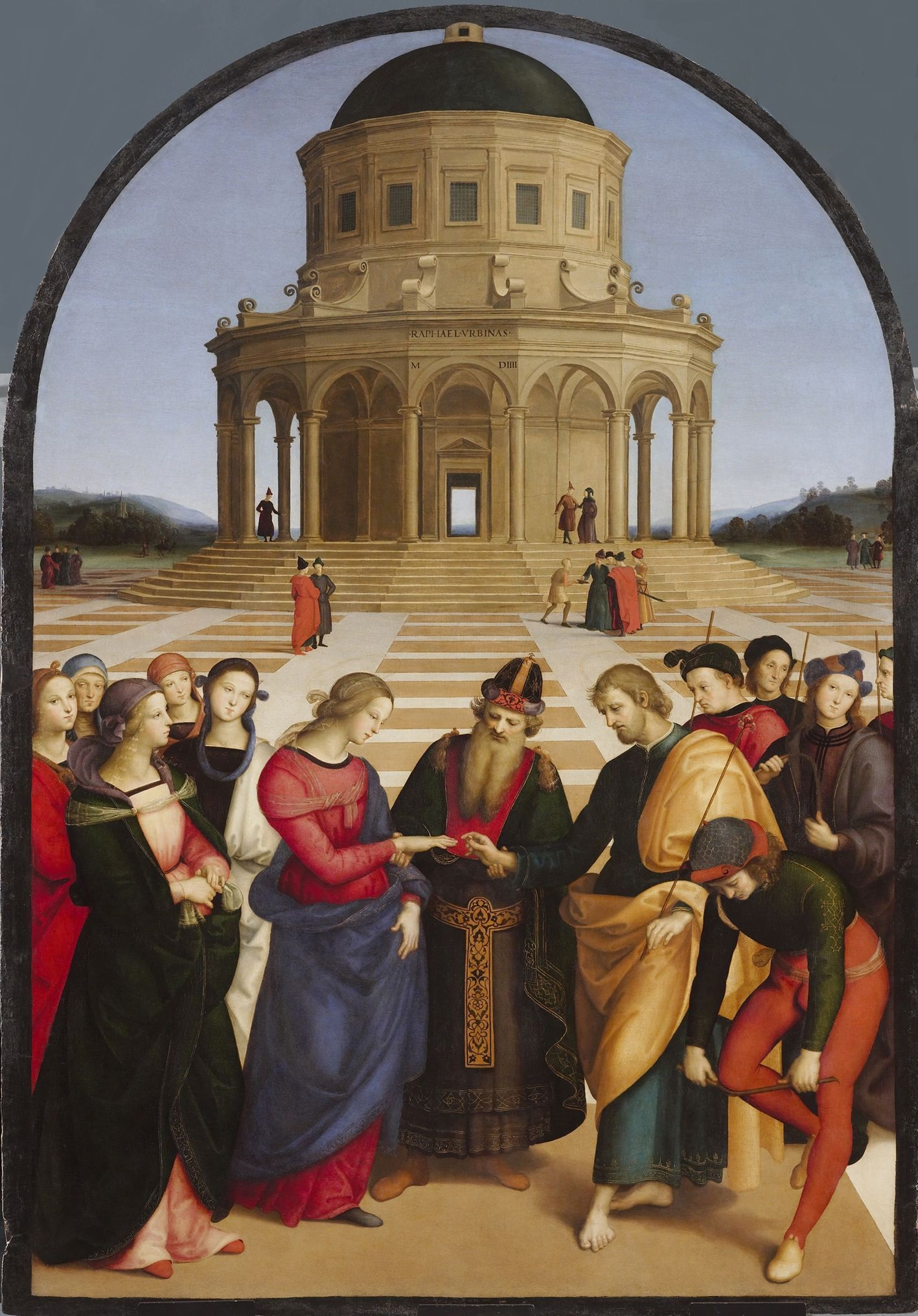
Rafael: Los desposorios de la Virgen (1504), también denominado Spozalizio, óleo sobre tabla, 170 × 117 cm, Pinacoteca de Brera, Milán.

- 1572: la propiedad de Palazzo Brera, construido sobre las ruinas de un convento de la Umiliati fue a la Compañía de Jesús.
  - El nombre de "Brera" deriva de la palabra alemana "braida" lo que indica una gran limpieza de césped, similar a la del lugar donde se construye edificio que todavía alberga la sede de la Academia.
- 1627-1628: la reestructuración del edificio fue dado a Francesco Maria Richini.
- 1772: se suprime la Compañía de Jesús y el Palazzo Brera recibe un nuevo marco institucional, en particular el Observatorio Astronómico de Brera y de la Biblioteca Nacional de Braidense (antigua fundada por los jesuitas).
- 1774: Se añade a los malos Brera el Jardín Botánico.
- 1776: la Academia de Brera se basa por la Emperatriz María Teresa I de Austria, cuyo principal objetivo es "Privar a la enseñanza de Bellas Artes a los artesanos y artistas privado, con sujeción a supervisión pública y de la opinión pública". El proyecto fue confiado al arquitecto Giuseppe Piermarini que recibe, en el mismo año la primera cátedra de Arquitectura. También en 1776 se fundó, las finalidades docentes, la Pinacoteca de Brera (en italiano: Pinacoteca di Brera): una colección de ejemplares de obras para la formación de los estudiantes, puede copiar el verdadero pinturas y yesos.
  - La Pinacoteca de Brera museo de prestigio internacional, recoge la más importante colección en Milán el día de hoy. Alberga, entre otros, las obras maestras de Bellini, Boccioni, Botticelli, Caravaggio, Hayez, Leonardo da Vinci, Mantegna, Modigliani, Picasso, Piero della Francesca, Rafael, Rembrandt, Rubens, Tiépolo, Tintoretto, Tiziano y Veronese.
- 1797: Napoleón Bonaparte transforma la Pinacoteca de Brera es un auténtico museo donde exhiben pinturas de los territorios conquistados por armadas francesas conforman el Instituto de Ciencias y Letras.
- 1803: el formato es el Consejo Académico, formado por 30 miembros, que amplía y define la enseñanza de temas: arquitectura, pintura, escultura, ornato, grabado, perspective, anatomía artística y elementos de la figura. La Comisión de Ornato comienza a desempeñar un control sobre los monumentos públicos similar a la de los modernos Superintendente de Obras Públicas (en italiano: Sopraintendenze alle Belle Arti).
- 1805: lanzamiento de las exposiciones anuales, que son la manifestación más importante de arte contemporáneo en Italia durante todo el siglo XIX. El evento ofrece una visión general de la labor de los estudiantes de las dos obras de los artistas en Italia y en Europa. Los premios entregados ayudar a la competencia de dar a conocer el nombre de Academia de Bellas Artes de Brera en el ámbito europeo.
- 1809: para adaptar el conjunto arquitectónico de Palazzo Brera a su nueva función es demolido el decimocuarto siglo fachada de la Iglesia de Santa Maria de Brera, atribuido a Giovanni di Balduccio de Pisa. La iglesia dedicada a la Virgen María se remonta a la fundación del convento de Umiliati fecha alrededor de 1229-1230. A pesar de la opinión negativa emitida dos años antes por la Commissione de Ornato, la nueva Comisión de Brera junto con Moscati Pietro (director general de Educación) y Eugène de Beauharnais aceptar el plan propuesto por Piero Gilardoni. La voluntad común tienden a proporcionar una mayor y más fácil a la sede de las Escuelas de Pintura y Escultura de la Academia y para agrandar las salas de exposiciones de la galería superior. Después de desguace de los bajorrelieves y esculturas y fragmentos de la fachada del portal de la Iglesia de Santa María de Brera se transfiere al Museo de Arte Antica del Castillo Sforzesco en Milán (donde son todavía visibles). Algunos fragmentos y tres ventanas se han incorporado en la fachada de Cascina San Fedele Parque de Monza. Otros fragmentos se encuentran en la Villa Antona Traversi de Desio. Las obras (pinturas y frescos entonces separado) que la decoración interior de la iglesia, firmada por Bernardo Luini, Bernardo Senale, Bartolomeo Suardi dice Bramantino y Vincenzo Foppa, son ahora visibles en la Pinacoteca de Brera y al Museo de la Ciencia y la Tecnología de Milán. Otras partes de los frescos atribuidos a la Giusto Dei Menabuoi, bases de columnas, capiteles y decoraciones murales son todavía visibles en los espacios (externa e interna) a las aulas utilizadas por el Departamento de Diseño de Diseño y Artes Aplicadas.
- 1850: cátedra de Francesco Hayez.
- 1859: después de la visita a Milán de Napoleón III, la estatua de bronce Napoleón como Marte pacificador es colocada en el centro del patio de Palazzo Brera, en el pedestal de mármol diseñado por Luigi Bisi. La estatua fue encargado por Eugène de Beauharnais en 1807, anteriormente fundida en Roma en torno los años 1811 - 1812 del modelo diseñado por Antonio Canova.
- 1861: después de la unificación de Italia, la Academia está pasando por un período de crisis debido a la llegada de la fotografía en general y de la negativa a la copia de obras del pasado.
- 1863: el Museo Arqueológico se publica.
- 1882: gestión de Brera Art Gallery se hizo autónomo.
- 1891: la exposición se convierte en tres años, mientras que la cultura arquitectónica hace que la libre enseñanza de sus fundadores de la Escuela de Arquitectura.
- 1897-1914: Camillo Boito es presidente de la academia y tiene entre sus estudiantes a Luca Beltrami.
- 1900: la Pinacoteca de Brera adquiere la administración de la colección de la pintura moderna.
- 1923: con la reforma de la escuela promovida por Giovanni Gentile, es crear en la próxima escuela de arte. En el mismo período la Escuela de Escultura está en manos de Adolfo Wildt (seguido Francesco Messina y Marino Marini), que tiene entre sus alumnos a dos de los más altos renovación artística de Milán en los años siguientes: Lucio Fontana y Fausto Melotti, mientras que Achille Funi La presidencia se creará a Fresco.
- 1931: la Escuela de Arquitectura se traslada al Politécnico de Milán.
- 1946: en la Segunda Guerra Mundial, la Academia se abre con la dirección de Aldo Carpi, con Guido Ballo como profesor de Historia del Arte, además de los maestros de la escultura Alik Cavaliere y Andrea Cascella, profesores de pintura Mauro Reggiani, Domenico Cantatore, Pompeo Borra y Domenico Purificato.

## Información general
La Academia de Brera ha aumentado de 4 tradicional de las direcciones a 11 trienal de los cursos de nivel de 1 °, 19 cursos de dos años el nivel de 2 °, 1 avanzada y 3 maestro. También ha permitido a 6 cursos que permitan bienal de la enseñanza en las escuelas secundarias (COBASLID), en 6 clases de la competencia que se relacionan con las artes visuales.
Brera tiene cuatro departamentos "tradicionales":
- Decoración
- Pintura
- Escultura
- Diseño de teatro

Desde 1997-1998, tiene cuatro departamentos "experimentales" que con los años la ingesta limitada a 20 estudiantes:
- Contemporáneo de Arte Sacro
- Restauración de Arte Contemporáneo
- Comunicación y Educación se aplica a l'Arte
- Comunicación Multimedia

Es permitido extender la duración del curso con un año, con lo que el máximo global de la duración del curso a cinco años.
Asistencia de las clases es obligatoria. Si la asistencia es irregular, el nombre del estudiante puede ser cancelado de la institución registros. Graves motivos que justifican ausencia de clases debe ser declarado oficialmente por el día 15 de marzo del año académico en cuestión. En caso contrario se corre el riesgo de ser excluidos de los exámenes, que pueda dar lugar a la pérdida de un año de estudio.

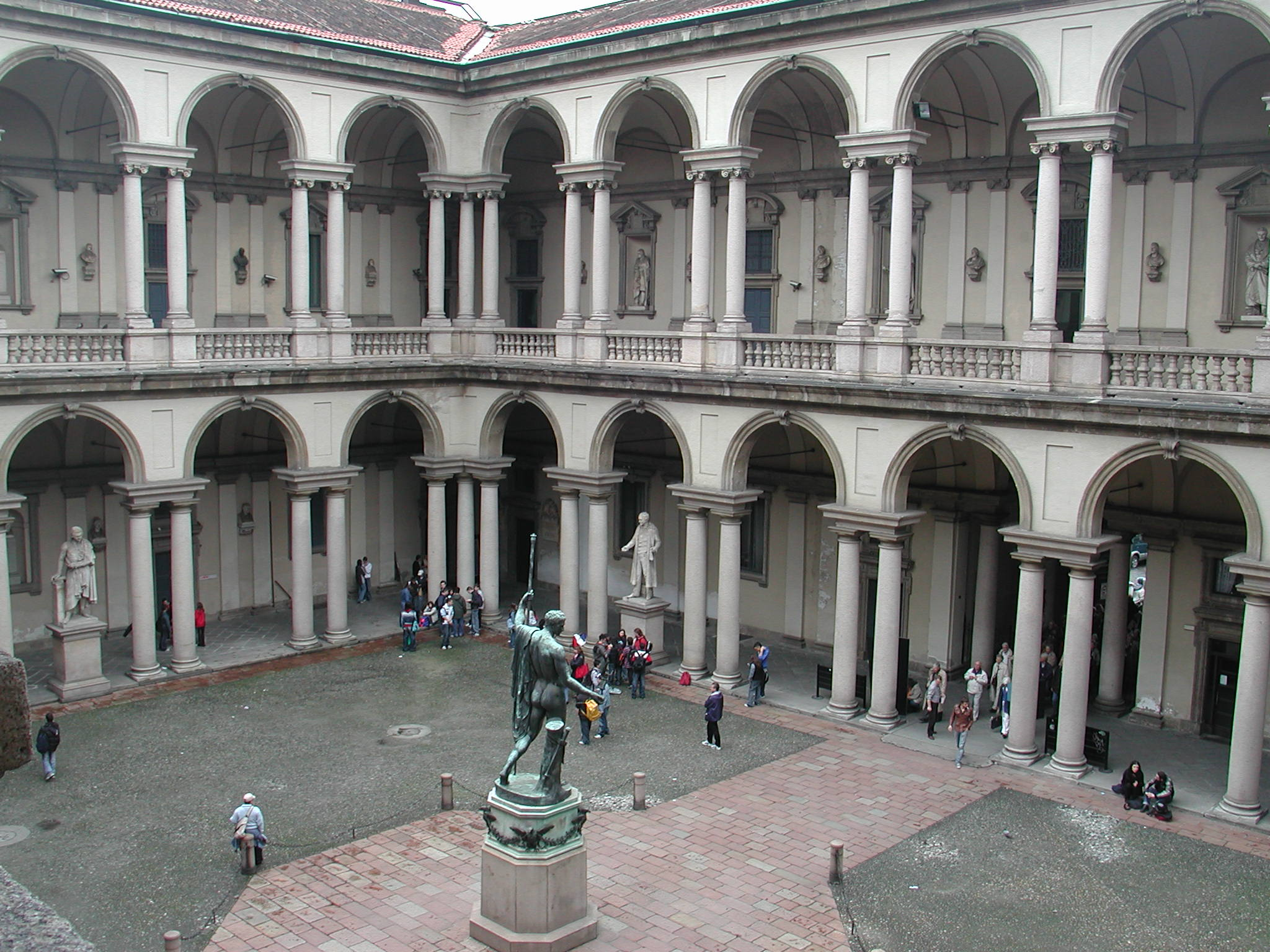
Palazzo Brera.

### Admisión de los ciudadanos extranjeros
Los ciudadanos extranjeros que deseen matricularse como estudiantes de la Academia de Brera deberá presentar su solicitud al Consulado de Italia en su país a más tardar el 15 de marzo del año en el que tienen la intención de comenzar sus estudios en Brera.
Junto con la solicitud se deberá presentar un plan de estudios (con los títulos), y una indicación del curso de su elección. Las autoridades consulares comprobará la equivalencia de los títulos de estudio y se enviará la documentación traducida a la secretaría de la Academia.
Al término de este procedimiento, los candidatos serán invitados a participar en los exámenes de ingreso, que consistirá en una prueba de habilidad artística relacionada con el curso elegido, y una prueba de la conciencia cultural general. Los ciudadanos extranjeros también tendrán que pasar un examen de idioma italiano escrito.

### Patrimonio
Es todavía hoy patrimonio de la Academia de Brera:
- La colección de esculturas de yeso y copias
- El Archivo Histórico
- El Fondo histórico
- El Gabinete de Dibujos y Estampas
- La Galería de imágenes
- Los archivos fotográficos
- El arte contemporáneo Biblioteca de la Academia de Brera

## Oferta formativa
Primer ciclo de licenciatura (tres años de duración).
Departamento de Artes Visuales:
- Pintura
- Escultura
- Gráficos
- Decoración

Departamento de Diseño y Artes Aplicadas:
- Theatre Design
- Restauración
- Diseño artístico par la Empresa
- Nuevas Tecnologías para el Arte

Departamento de Comunicación y Arte de Profesores:
- Ramas de Desarrollo del Patrimonio Cultural
- Comunicación y Educación se aplica a Art

2 ND CICLO DE LICENCIADO CURSOS (dos años de duración).
Departamento de Artes Visuales:
- Pintura
- Escultura
- Gráficos
- Decoración
- Antropología y Contemporáneo de Arte Sacro

Departamento de Diseño y Artes Aplicadas:
- Theatre Design
- Costume Design
- Etapa de Diseño para Cine y Televisión
- Restauración de Arte Contemporáneo
- Diseño de producto
- Fashion Design
- Interactive Multimedia y artes performativas
- Multimedia Arts Cine y Video
- Fotografía

Departamento de Comunicación y Arte de Profesores:
- Comunicación Creativa para el Patrimonio Cultural
- Comunicación y Organización de Arte Contemporáneo

ESCUELA DE ESPECIALIZACIÓN (dos años de estudios).
De acuerdo con la Facultad de Psiquiatría de la Universidad de Pavia:
- Teoría y Práctica de Arteterapia

## Estudiantes y profesores famosos
En orden cronológico de nacimiento
- Giuseppe Piermarini (arquitecto).
- Jacques-Louis David (pintor).
- Ennio Quirino Visconti (arqueólogo y político).
- Antonio Canova (escultor).
- Bertel Thorvaldsen (escultor).
- Vincenzo Camuccini (pintor).
- Carlo Bazzi (pintor).
- Giulia Borio (modelo y actriz).
- Giuseppe Bossi (pintor, ponente de opinión, poeta y escritor).
- Francesco Hayez (pintor).
- Carlo Ferrari (director de arte).
- Raffaele Casnedi (pintor).
- Cherubino Cornienti (pintor).
- Camillo Boito (arquitecto y escritor).
- Emilio Magistretti (pintor).
- Luca Beltrami (arquitecto, historiador de arte y restaurador).
- Giovanni Segantini (pintor).
- Medardo Rosso (escultor).
- Giuseppe Pellizza da Volpedo (pintor).
- Adolfo Wildt (escultor).
- Dante Parini (escultor).
- Carlo Carrà (pintor).
- Aldo Carpi (pintor y escritor).
- Antonio Sant'Elia (arquitecto).
- Achille Funi (pintor).
- Umberto Pettinicchio (pintor).
- Mauro Reggiani (pintor).
- Pompeo Borra (pintor).
- Lucio Fontana (pintor, escultor y ceramista).
- Marino Marini (escultor).
- Emilio Giuseppe Dossena (pintor, poeta).
- Fausto Melotti (escultor).
- Gianfilippo Usellini (pintor).
- Domenico Cantatore (pintor e ilustrador).
- Bruno Munari (pintor, escultor, diseñador y grabador).
- Piero Fornasetti (pintor, escultor, diseñador y grabador).
- Guido Ballo (historiador de arte).
- Domenico Purificato (pintor).
- Giovanni Madonini (pintor).
- Cesarino Monti (pintor).
- Andrea Cascella (escultor, pintor y ceramista).
- Enrico Baj (pintor y escultor).
- Arnaldo Pomodoro (escultor).
- Alik Cavaliere (escultor).
- Diego Fiori (director, escenógrafo y artista de multimedia).
- Dario Fo (dramaturgo, director, el escenógrafo, actor y Premio Nobel de Literatura de 1997).
- Roberto Sanesi (historiador de arte, poeta y ensayista).
- Giovanni Strazza (escultor)
- Piero Manzoni (pintor y escultor).
- Vincenzo Ferrari (pintor).
- Miltos Manetas (pintor, artista de multimedia).
- Vanessa Beecroft (pintor, fotógrafo y artista intérprete o ejecutante).
- Juan Carlos P. Guevara (pintor y restaurador).
- Michele Trefogli (arquitecto).

## Dirección
- Accademia di Belle Arti de Brera - Vía Brera 28 20121 Milano Italia